# Johann Gottfried Sammet
Johann Gottfried Sammet (* 26. August 1719 in Leipzig; † 17. November 1796 ebenda) war ein deutscher Jurist und Hochschullehrer.

## Leben
Johann Gottfried Sammet war der Sohn eines Soldaten.
Er erhielt seine erste schulische Ausbildung zu Hause und besuchte später die Niclas-Schule (heute: Alte Nikolaischule) in Leipzig; seine dortigen Lehrer waren Dietrich Dreßler (1673–1746), Johann Christoph Ortlob (1675–1751) und Christian Gottlob Haltaus (1702–1758).
Nach Beendigung der Schule war er anfangs einige Zeit Soldat und begann am 22. Oktober 1739 ein Studium der Rechtswissenschaften an der Universität Leipzig. Er hörte Vorlesungen bei Ferdinand August Hommel, Gottfried Mascov, Abraham Gotthelf Kästner, Johann Ernst Hebenstreit und Friedrich Alexander Künhold (1693–1767).
Nach dem Studium ging er für drei Jahre an den Hof nach Dresden, um dort Kontakte knüpfen zu können, hierbei lernte er Johann Adolf II. von Sachsen-Weißenfels kennen, auf den er seine Hoffnungen setzte, der allerdings bereits 1746 verstarb. Johann Gottfried Sammet kehrte daraufhin nach Leipzig zurück und habilitierte am 10. November 1746 an der juristischen Fakultät zum Dr. jur. beider Rechte.
Bis zu seinem Lebensende gab er als Privatdozent an der juristischen Fakultät der Universität Leipzig Vorlesungen, hierbei lehnte er 1769 einen Ruf an die Universität Erfurt ab.

## Schriften (Auswahl)
- Johann Gottfried Sammet; Benjamin Acoluth; Johann Christian Langendem: De Hypobolo. Leipzig 1746.
- Carl Otto Rechenberg; Johann Gottfried Sammet: Procancellarius Carolus Otto Rechenberg solemnia inauguralia candidati clarissimi Ioannis Godofredi Sammet celebranda indiciet. Lipsiae, 1746.
- Johann Gottfried Sammet; Johann Gottfried Weber: Exercitatio iuris civilis ad Domitium Ulpianum, cap. LXIX. p. Pro socio. Lipsia: Stopffel, 1748.
- Johann Gottfried Sammet; Friedrich Benjamin Gelen: Exercitatio iuris civilis exhibens receptas lectiones ad Iauchium. Lipsia: Stopffel, 1749.
- Joan. Gotfr. Sammet. receptarum lectionum ad Iauchium liber singularis. Lipsiae, 1750.
- Varia juris civilis capita. Lipsiae, 1751.
- Johann Gottfried Sammet; Carl Gottlob Unwürde: Exercitatio academica exhibens varia iuris civilis capita. Lipsia: Jacobaeerus, 1751.
- Johann Gottfried Sammet; Johann Erhard Kapp; Karl Otto Rechenberg: Ioannis Gotfridi Sammet Ic. Lips. XI. Opuscula Varii Argumenti Olim Separatim Nunc Coniunctim Edita Adiiciuntur Ioannis Erhardi Kappii Dissertationes II. De Pseudomeno Editae MDCCL. et MDCCLI. Lipsiae: Langenhem, 1763.
- De Legatis poenae nomine: dispvtatio. Lipsiae: Ex officina Langenhemia, 1768.
- Ordinarius senior et reliqui assessores collegii jctorum Lips. memoriam didnitatis in utroque jure doctoralis Joann. Godofr. Sammeto recolunt. Lipsia 1796.
- Johann Gottfried Sammet; Friedrich Gottlob Born: Johann Gottfried Sammets Vorlesungen über das gesammte Naturrecht: Nach dem Gundlingischen Lehrbuche. Leipzig: Kleefeld, 1799.
- Hermeneutik des Rechts. Leipzig 1801.